# Sowchosny
Sowchosny (russisch Совхозный) ist ein Dorf (posjolok) in Südrussland. Es gehört zur Republik Adygeja und hat 1498 Einwohner (Stand 2019). Im Ort gibt es 29 Straßen. Sowchosny liegt 4 km nördlich von Tulski (dem Verwaltungszentrum des Bezirks) auf der Straße. Udobny ist die nächstgelegene ländliche Ortschaft.